# Nansana
Nansana – miasto w południowo-środkowej Ugandzie w dystrykcie Wakiso. Według krajowego spisu ludności w 2014 roku miasto liczy 365,1 tys. mieszkańców i tym samym jest drugim co do wielkości miastem w kraju. Jest częścią obszaru metropolitalnego Kampali. 